# Ctenotus rawlinsoni
Ctenotus rawlinsoni (кейп-хітський гребневухий сцинк) — вид сцинкоподібних ящірок родини сцинкових (Scincidae). Ендемік Австралії.

## Поширення і екологія
Кейп-хітські гребневухі сцинки мешкають на сході півострова Кейп-Йорк в штаті Квінсленд. Вони живуть в піщаних прибережних пустищах.